# Rafail Abramowitsch

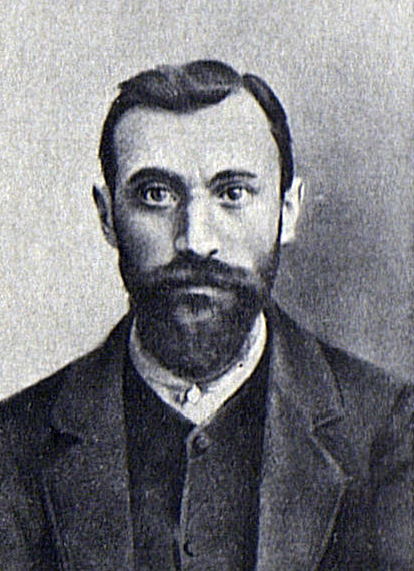
Rafail Abramowitsch (1907)

Rafail Abramowitsch (Pseudonym von Rafael Rein, * 21. Juli 1880 in Dünaburg, Gouvernement Witebsk, Russisches Kaiserreich; † 4. November 1963 in New York City) war ein russischer Bundist und Menschewik, der in jiddischer, russischer, deutscher und englischer Sprache veröffentlichte.

## Leben
Rafael Rein war 1902 dem Allgemeinen jüdischen Arbeiterbund von Litauen, Polen und Russland beigetreten und musste wiederholt ins Exil ausweichen, seit 1905 trug er das Pseudonym Abramowitsch. Als ein führender Menschewik musste er nach der Oktoberrevolution 1920 zusammen mit Julius Martow Russland verlassen. Später wurde er Chefredakteur der Zeitschrift „Sozialistitscheski westnik“ (Sozialistischer Kurier) in Berlin. Unter anderem im Dietz-Verlag veröffentlichte er mehrere deutschsprachige Schriften über die Sowjetunion. In Paris war er in den 1930er Jahren Mitglied im Dubnow-Fonds und Mitarbeiter der jiddischen Algemeyne entsyklopedye. Von Paris aus musste er 1940 in die USA fliehen.
Sein Sohn Mark Rein, Mitglied der Gruppe Neu Beginnen, wurde 1937 in Spanien von der GPU ermordet.

## Schriften (Auswahl)
- Leyenbukh tsu der geshikhṭe fun Yiśroel (Lesebuch zur Geschichte Israels). Wostok, Berlin 1923
- Der Terror gegen die Sozialistischen Parteien in Russland und Georgien. J.W. Dietz, Berlin 1925
- Wandlungen der bolschewistischen Diktatur. J.W. Dietz, Berlin 1931